# Wilhelm Ramstedt
Carl Wilhelm Ramstedt, född 25 januari 1851 i Stockholm, död där 31 oktober 1915, var en svensk jordbrukare.
Wilhelm Ramstedt var son till klädesfabrikören Reinhold Wilhelm Ramstedt samt bror till Johan och Viktor Ramstedt. Han avlade mogenhetsexamen i Stockholm 1869, studerade därefter vid Uppsala universitet där han blev filosofie kandidat och filosofie doktor 1875 samt utexaminerades från Ultuna lantbruksinstitut 1876. Han ägde 1876–1909 Tranbygge gård i Västra Ryds socken, Uppland, och var där sysselsatt med experiment på näringsmedelsindustriernas område. Bland annat konstruerade han en så kallad hängande silo för ensilering av grönfoder och utarbetade förbättrade metoder för beredning av bärviner (champagne tranic). För bärvinernas tillverkning uppförde ett av honom bildat bolag en fabrik vid Tranbygge. Ramstedt deltog 1895 i bildandet av Sveriges agrarförbund, var till sin död ordförande i dess verkställande utskott och strävade att förbättra jordbrukarnas ekonomiska villkor bland annat genom ett omfattande arbete för reformering av allmänna hypoteksbankslånerörelsen och för skyddstullarnas upprätthållande samt genom bildande av inköps- och försäkringsföreningar. Han var ledamot av Uppsala läns hushållningssällskaps förvaltningsutskott 1897–1909 och sekreterare i Bondetågets försvarsförbund 1914. Bland hans skrifter märks Om krigs- och skatteväsendet i Svealandets lagar (1875, doktorsavhandling), Pressfoder (1886) och Om ensilage utan silos (1888). Ramstedt är gravsatt på Norra begravningsplatsen utanför Stockholm.